# 1766

## أحداث
- نهاية حرب بونتياك في 1766 والتي بدأت في 1763.
- اكتشاف [وضح من هو المقصود ؟] الهيدروجين
- أحمد بن المهدي الغزال يترأس سفارة مغربية لإسبانيا، دَوَّنَ على إثرها رحلته الشهيرة الاجتهاد في المهادنة والجهاد.

## مواليد
- ادوارد تيفين
- توماس مالتوس
- جون دالتون
- حسن بن محمد العطار
- نيقولاي ميخائيلوفتش كرامزين

## وفيات
- يواكيم مطران
- جيمس فرانسيس إدوارد ستيوارت